# Eparchia di Kostomukša

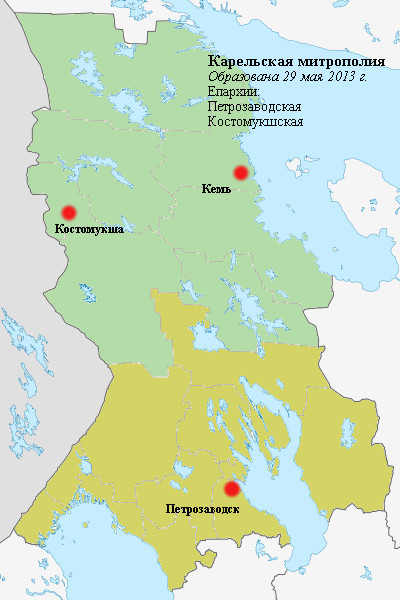
In verde il territorio dell'eparchia di Kostomukša.

L'eparchia di Kostomukša (in russo Костомукшская епархия?) è una diocesi della Chiesa ortodossa russa, appartenente alla metropolia della Carelia.

## Territorio
L'eparchia comprende la città di Kostomukša e i rajon Belomorskij, Kaleval'skij, Kemskij, Louchskij, Muezerskij e Segežskij nella repubblica di Carelia nel circondario federale nordoccidentale.
Sede eparchiale è la città di Kostomukša, dove si trova la cattedrale dell'Intercessione.
L'eparca ha il titolo ufficiale di «eparca di Kostomukša e Kem'».

## Storia
L'eparchia è stata eretta dal Santo Sinodo della Chiesa ortodossa russa il 29 maggio 2013, ricavandone il territorio dall'eparchia di Petrozavodsk.